# 976 - Chiamata per il diavolo 2
976 - Chiamata per il diavolo 2 (976-Evil II), conosciuto anche come 976 - Chiamata per il diavolo 2 - Il fattore astrale è un film statunitense del 1992 diretto da Jim Wynorski.
È il seguito di 976 - Chiamata per il diavolo del 1988. Sulla falsariga del prequel, il film è incentrato su una linea telefonica denominata Horrorscope che fa da filo diretto con il Diavolo.

## Trama
Il signor Grubeck, preside di un liceo, viene accusato di essere un serial killer e incarcerato. Su di lui vertono forti sospetti ed ha bisogno di un alibi. Telefona così a un numero satanico per poter uccidere mentre il suo corpo è rinchiuso in cella e potersi così scagionare. Egli riuscirà ad utilizzare il suo corpo su un piano astrale, attraversando le sbarre della cella e continuando a seminare il terrore. Robin, figlia del capo della polizia, cerca di incastrarlo definitivamente con l'aiuto di Spike, un motociclista che aveva già avuto modo in passato di conoscere le potenzialità della linea satanica.

## Produzione
Il film fu prodotto dalla Cinetel Films e dalla Grey Matter Entertainment e diretto da Jim Wynorski dall'11 marzo al 5 aprile 1991.
Un titolo alternativo è 976-EVIL 2: The Astral Factor. Brigitte Nielsen interpreta in una piccola parte Agnes, un'amante dell'occulto.

## Distribuzione
Il film fu distribuito nell'agosto del 1992, l'uscita normale fu anticipata da alcuni giorni di anteprime estive nelle località balneari, come spesso succedeva in quegli anni con i film horror. La distribuzione cinematografica fu curata dalla Eagle Pictures all'epoca condotta da Ciro e Stefano Dammicco. In home video viene invece distribuito dalla Vestron Video. Alcune delle uscite internazionali sono state:
- negli Stati Uniti ad ottobre 1991 (976-Evil II)
- nei Paesi Bassi nel 1992 (Astral Factor)
- nel Regno Unito nel 1992 (976-EVIL 2: The Astral Factor o 976 EVIL II: The Return)
- in Germania l'8 aprile 1992 (in anteprima)
- negli Stati Uniti il 22 aprile 1992 (in anteprima)
- in Italia ad agosto 1992 (976 - Chiamata per il diavolo 2)

## Promozione
Le tagline sono:
- "Call if you dare!" ("Chiama se hai il coraggio! ").
- "This time, Satan Returns the call." ("Questa volta, Satana restituisce la chiamata.").

## Critica
Secondo Rudy Salvagnini (Dizionario dei film horror) questo seguito è qualitativamente migliore dell'originale ma pecca comunque di una "trama prevedibile", di un cattivo non troppo "cattivo", di un livello recitativo generale mediocre e di effetti speciali poveri. Anche il finale risulta "sbrigativo" e "ridicolo".